# Bergia aestivosa
Bergia aestivosa är en slamkrypeväxtart som beskrevs av Robert Wight och Arn.. Bergia aestivosa ingår i släktet Bergia och familjen slamkrypeväxter. Inga underarter finns listade i Catalogue of Life.